# 巴卡爾丁區政府
巴卡爾丁區（英語：Barcaldine Region）是澳大利亞昆士蘭州內的地方政府之一；2008年成立於州內的中西部，由3個已成立百餘年的地方政府合併而成；所統籌的政府預算有澳幣2160萬。

## 區議會
區議員選舉上，尚未劃分選區，因此區內的6位議員和區長須對轄境各地全面負責。